# (21000) L'Encyclopédie
(21000) L'Encyclopédie, désignation internationale (21000) L'Encyclopedie, est un astéroïde de la ceinture principale.

## Description
(21000) L'Encyclopédie est un astéroïde de la ceinture principale. Il fut découvert par l'astronome belge Eric Walter Elst le 26 janvier 1987 à l'observatoire de La Silla. Il présente une orbite caractérisée par un demi-grand axe de 2,558 UA, une excentricité de 0,231 et une inclinaison de 12,93° par rapport à l'écliptique.
Il fut nommé en référence à l'ouvrage de Diderot et D'Alembert, « Encyclopédie ou Dictionnaire raisonné des sciences, des arts et des métiers (1751-1772) », qui peut être considéré comme l'œuvre principale du siècle des lumières.

## Compléments